# Axinaea macrophylla
El tuno roso (Axinaea macrophylla) es una especie de árbol de la familia Melastomataceae, que se encuentra en los Andes, desde Venezuela hasta Perú, entre los 2000 y 3500 m s. n. m.

## Descripción
Alcanza entre 3 y 8 m de altura.  Hojas firmes, con pecíolo de 1,5 a 3,5 cm de longitud, lámina cartácea o subcoriáce, elíptica a obovada, de 6 a 16 cm de longitud por 2 a 9 cm de ancho, glabras, con limbo ligeramente revoluto en la base. Inflorescencias semicorimbosas y submultifloras de 4 a 6 cm de largo, en cortos ramitos. Flores en forma de campanilla, con pétalos a medio abrir, obovados de 8 a 14 mm de largo, blancos o exteriormente rosados a lilas; tecas de 5 a 7 mm, moradas a negruzcas. Fruto en cápsula, semigloboso de  11 mm de diámetro; semillas angostas oblongo piramidales.